# East End Park
East End Park est un stade de football situé à Dunfermline, Fife en Écosse.
C'est le stade de l'équipe de Dunfermline Athletic FC

## Histoire

### Cynodrome pour lévriers
Des courses de lévriers indépendantes (et sans licence) ont lieu au stade entre le 5 juin 1931 et 1951.

## Affluence
Les moyennes de spectateurs des dernières saisons sont :
- 2014-2015 : 2 523 (League One)
- 2013-2014 : 3 331 (League One)
- 2012-2013 : 3 796 (Division One)

## Transport
Les deux gares les plus proches du stade sont la gare de Dunfermline-Queen Margaret (en) et celle de Dunfermline-Town (en), situées chacune à environ 15 minutes à pied. La gare est rapidement accessible par l'autoroute M90 (en).